# Difilobotríase
Difilobotríase (do greco-latim para duas folhas adesivas) ou doença do peixe cru é uma verminose causada pelo cestoide Diphyllobothrium latum, ou menos frequentemente por outra espécie de Diphyllobothrium. É transmitida ao homem através da ingestão de peixes crus, mal cozidos ou apenas defumados. É encontrado nas Américas, Europa e Ásia principalmente em países onde é comum comer peixes crus, como Japão, Peru e Chile.

## Causa
O Diphyllobothrium pode atingir cerca de dez metros de comprimento no intestino delgado, sendo assim, um dos maiores parasitas que infectam o homem. Essa parasitose intestinal é considerada problema de saúde pública, não apenas por causar transtornos aos pacientes, mas por apresentar um grande número de casos assintomáticos (80%), e os indivíduos permanecerem eliminando os ovos enquanto não forem tratados. Dependendo das condições de saneamento básico, pode, por isso, disseminar-se para rios, lagos e mares, contaminando grande número de peixes e pessoas.
Seu nome se refere as "duas folhas adesivas" que possui na "cabeça" para se fixar ao intestino.

## Sinais e sintomas
A maioria das pessoas com difilobotríase são assintomáticos. Em casos sintomáticos os sintomas mais comuns:
- Dor abdominal
- Indigestão ou dispepsia
- Fadiga
- Diarreia e náusea
- Dormência nos dedos
- Tontura
- Fome
- Coceira anal

## Diagnóstico
A suspeita de parasitose pode começar com um exame de sangue indicando Deficiência de vitamina B12 e de ácido fólico, e um exame parasitológico de fezes confirma o diagnóstico.

## Tratamento
O tratamento de primeira escolha é feito com praziquantel na dose única de 5 a 10 mg/kg. Como forma alternativa, pode ser feito niclosamida na dose única de 2g. Recomenda-se fazer um novo exame uma semana depois para verificar se o verme foi eliminado do corpo.